# Locris vanstraeleni
Locris vanstraeleni är en insektsart som beskrevs av Victor Lallemand 1940. Locris vanstraeleni ingår i släktet Locris och familjen spottstritar. Inga underarter finns listade i Catalogue of Life.